# ادریک باستیان
ادریک باستیان (انگلیسی: Edric Bastyan; ۵ آوریل ۱۹۰۳ – ۶ اکتبر ۱۹۸۰) نظامی و سیاست‌مدار اهل بریتانیا بود. وی همچنین برندهٔ جوایزی همچون نشان سلطنتی ویکتوریایی، نشان امپراتوری بریتانیا و نشان حمام شده‌است.